# بوشرون

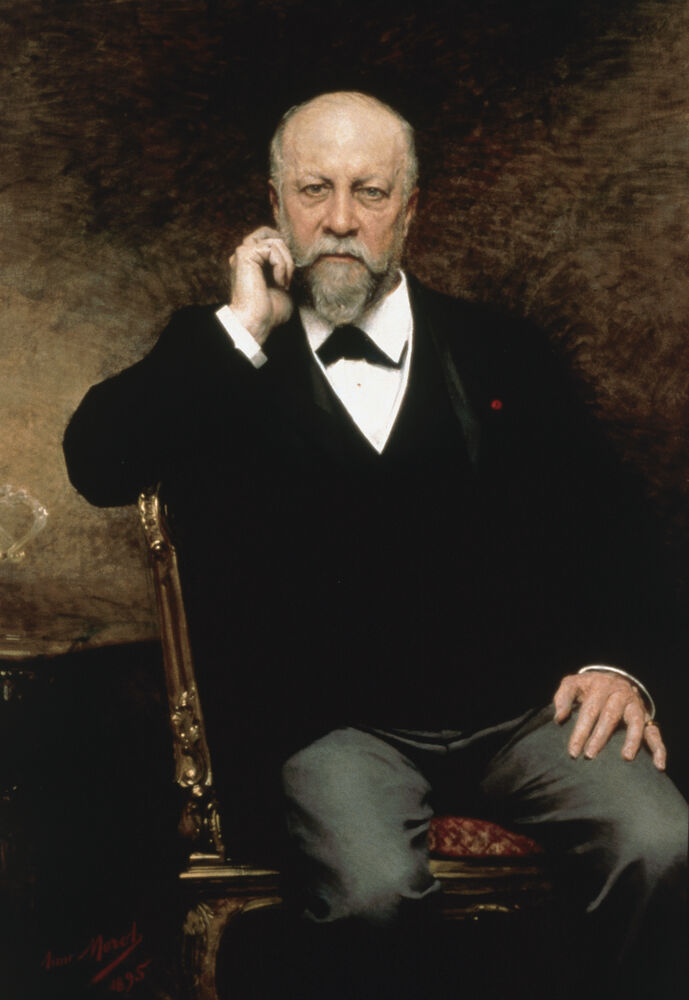
فردریک بوشرون

بوشرون  خانه جواهرفروشی فرانسوی واقع در پاریس، میدان واندوم است که متعلق به کرینگ است.